# Salatupemasina Toilolo
Salamasina N. Toilolo (* 5. Dezember 2000) ist eine ehemalige amerikanisch-samoanische Handballspielerin, die in der Disziplin Beachhandball auf der Position der Torhüterin Nationalspielerin Amerikanisch-Samoas war.

## Karriere

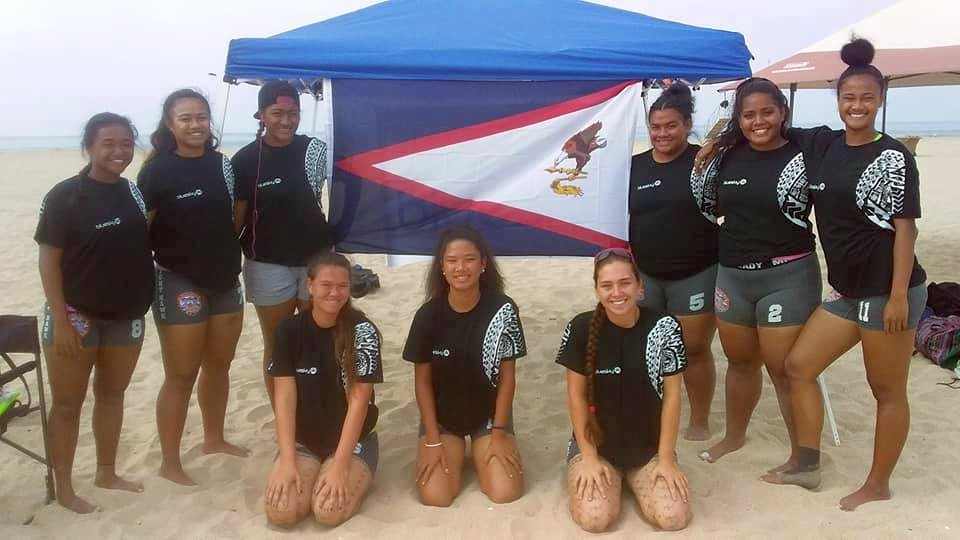
Ikuvalu (stehend Dritte von rechts) und ihre Teamkameradinnen beim SoCal Cup 2018

Salamasina Toilolo besuchte die Leone High School in Vailoatai. Ursprünglich vom Fußball kommend begann sie 2017 mit dem Handballsport und wurde 2018 Mitglied der Nationalmannschaft ihres Verbandes. Sie debütierte bei den Ozeanienmeisterschaften des Jahres in Glenelg und war damit Gründungsmitglied der Nationalmannschaft des Landes. Zwar unterlag die Mannschaft erwartungsgemäß der stärksten Mannschaft des Kontinents, Australien, doch konnte man nicht zuletzt aufgrund der Leistung Toilolos im Tor Neuseeland besiegen und damit bei der kontinentalen Meisterschaft, die erstmals aus mehr Nationen als Australien und Neuseeland bestand, den zweiten Rang belegen und die Silbermedaille gewinnen. Im Vorlauf zur Teilnahme an den Olympischen Jugend-Sommerspielen 2018 in Buenos Aires machte die Mannschaft eine USA-Tour und nahm dort als normale Mannschaft an verschiedenen Turnieren teil. Beim prestigeträchtigsten Turnier in Nordamerika, dem SoCal Cup in Huntington Beach, belegte die Mannschaft den vierten Rang, die Boston Beach handball Championships 2018 gewann Ikuvalu mit ihrer Mannschaft. Schon auf dem Weg zu den Olympischen Jugendspielen musste Toilolo aufgrund eines Trauerfalls in der Familie wieder umkehren. Sie fehlte damit ihrer Mannschaft, die als einziges Team des Turniers somit mit nur acht statt neun Spielerinnen antrat. Seitdem bestritt sie keine Spiele mehr für den Amerikanisch-Samoanischen Handballverband, da sie aus beruflichen Gründen nicht mehr die Zeit für den zeitaufwändigen Sport hatte.

## Einzelbelege
1. ↑  Carl Sagapolutele Floor: Salatupemasina Toilolo is one of our goal keepers. In: Facebook. American Samoa Handball Association, 9. Juli 2018, abgerufen am 19. Januar 2023 (englisch).
2. ↑  Carl Sagapolutele Floor: Salatupemasina Toilolo #5. In: Facebook. American Samoa Handball Association, 12. März 2018, abgerufen am 19. Januar 2023 (englisch).
3. ↑  Carl Sagapolutele Floor: Salatupemasina Toilolo did an amazing job for us at Adelaide. In: Facebook. American Samoa Handball Association, 12. März 2018, abgerufen am 19. Januar 2023 (englisch).
4. ↑  Biggest ever Australian Beach Handball Open Club Championship a success. In: Handball Australia. 28. Februar 2018, abgerufen am 3. November 2022 (amerikanisches Englisch).
5. ↑  Our beach handball team to Argentina 2018 (englisch)
6. ↑  SoCal Beach Handball Championship 2018 – US Beach Handball Tour. Abgerufen am 27. August 2020.
7. ↑  Great success for the first edition of the BTH Beach Handball Tournament! – Boston Team Handball. Abgerufen am 27. August 2020 (amerikanisches Englisch).
8. ↑  Carl Sagapolutele Floor: Big girls can play Beach Handball. In: Facebook. American Samoa Handball Association, 9. August 2021, abgerufen am 19. Januar 2023 (englisch).

| Personendaten    | Personendaten                                   |
| ---------------- | ----------------------------------------------- |
| NAME             | Toilolo, Salatupemasina                         |
| ALTERNATIVNAMEN  | Toilolo, Salamasina N.                          |
| KURZBESCHREIBUNG | amerikanisch-samoanische Beachhandballspielerin |
| GEBURTSDATUM     | 5. Dezember 2000                                |